# Cantón de Trévoux
El cantón de Trévoux (en francés canton de Trévoux) es una circunscripción electoral francesa situada en el departamento de Ain, de la región de Auvernia-Ródano-Alpes. La cabecera (bureau centralisateur en francés) está en Trévoux.

## Geografía
El cantón está situado al suroeste del departamento y limita con la Metrópoli de Lyon y el departamento de Ródano.

## Historia
Al aplicar el decreto nº 2014-147 del 13 de febrero de 2014 sufrió una redistribución comunal con cambios en los límites territoriales y en el número de comunas, pasando éstas de 6 a 12.
Con la aplicación de dicho decreto, que entró en vigor el 2 de abril de 2015, después de las primeras elecciones departamentales posteriores a la publicación de dicho decreto, los cantones de Ain pasaron de 43 a 23.

## Composición hasta 2015
- Beauregard
- Frans
- Jassans-Riottier
- Saint-Bernard
- Saint-Didier-de-Formans
- Trévoux

## Composición actual
- Beauregard
- Frans
- Jassans-Riottier
- Massieux
- Misérieux
- Parcieux
- Reyrieux
- Saint-Bernard
- Saint-Didier-de-Formans
- Sainte-Euphémie
- Toussieux
- Trévoux

## Consejeros
| Mandato | Nombre         | Partido |
| ------- | -------------- | ------- |
| 2015 -  | Nathalie Barde | UDI     |
| 2015 -  | Marc Péchoux   | LR      |